# Un Fanta Natale
Un Fanta Natale (A Fairly Odd Christmas) è un film live action della serie animata Due fantagenitori, andato in onda negli Stati Uniti d'America su Nickelodeon il 29 novembre 2012. È il seguito di Un Fantafilm: Devi crescere, Timmy Turner!.

## Trama
È Natale. Timmy Turner, accompagnato dalla sua ragazza Tootie, grazie a Cosmo e Wanda comincia ad esaudire i desideri di tutti, poiché come accennato nel film precedente utilizza la magia delle fate per aiutare gli altri in tutto il mondo. Viene però fermato da Babbo Natale perché non ha tenuto conto che gran parte dei desideri espressi sono pericolosi e cominciano a causare danni, e gli fa comprendere che "da grandi poteri derivano grandi responsabilità" (un riferimento all'Uomo Ragno). 
Proprio in quel momento, la macchina della confezione regalo è danneggiata, e Cosmo e Wanda lanciano una magia per cercare di ripararla, ma non sanno che la magia delle fate non ha effetti su quella degli elfi. Ciò causa un'esplosione che fa perdere la memoria a Babbo Natale, e la mancanza dello spirito natalizio comincia a diffondersi su tutto il mondo. Secondo il regolamento delle fate, ora è Timmy che deve prendere il suo posto, ma non può farlo perché ora è nella lista dei cattivi. 
Per rimuovere Timmy dalla lista e fare in modo che possa salvare il Natale, Timmy, Tootie, Cosmo, Wanda, Poof accompagnati dal loro ex nemico Denzel Crocker e i due giovani elfi Dave e Carol, devono attraversare il Polo Nord alla ricerca di Elmer, l'elfo a capo della lista dei buoni e dei cattivi.

## Sequel
Nel 2013, è stato annunciato che ci sarebbe stato un terzo ed ultimo sequel, intitolato Il FantaParadiso (A Fairly Odd Summer), con Drake Bell e Daniella Monet che riprendevano i loro ruoli. Il film è andato in onda il 2 agosto 2014.